# Миккельсен, Мадс Боэ
Мадс Бо́э Ми́ккельсен (фар. Mads Boe Mikkelsen; род. 11 декабря 1999 года в Хасселагере, Дания) — фарерский и датский футболист, игрок клуба «КИ» и национальной сборной Фарерских островов.

## Клубная карьера
Мадс начинал карьеру в скромном «Кольт-Хасселагер», откуда затем перебрался в «Орхус». В последнем юношеском сезоне он занимался под началом Мике Тульберга. Тренер порекомендовал игроку продолжить карьеру в «Веннсюсселе», куда он и перешёл в 2018 году. 29 июля того же года Мадс дебютировал за новый клуб, заменив Лукаса Йенсена на 66-й минуте матча Суперлиги против «Норшелланна». 10 августа игрок забил первый гол во взрослой карьере, поразив ворота «Вайле». Суммарно в дебютном сезоне Мадс провёл 4 встречи в высшем дивизионе Дании. По его итогам «Веннсюссель» опустился в первый дивизион. Там игрок провёл 6 встреч сезона 2019/20.
Летом 2020 года Мадс перебрался в фарерский «ХБ». В составе «чёрно-белых» он дебютировал в еврокубках, отыграв квалификационный поединок Лиги Европы с «Глентораном», состоявшийся 20 августа. В фарерской премьер-лиге сезона-2020 он провёл 3 встречи и стал частью команды, выигравшей этот турнир, а также Кубок Фарерских островов. В следующем году Мадс принял участие в 10 матчах первенства архипелага, отметившись 5 голевыми пасами и выиграл Суперкубок Фарерских островов. В 2022 году состоялся трансфер Мадса из «ХБ» в «КИ». В стане клаксвуйчан игрок выиграл своё второе фарерское чемпионство, отыграв 24 матча и забив 6 мячей в сезоне-2022.

## Международная карьера
На юношеском уровне Мадс представлял Данию, суммарно проведя в её составе 15 матчей и забив 2 мяча. Благодаря фарерской матери игрок имел право на смену футбольного гражданства, чем он и воспользовался в 2019 году. Мадс забил 1 мяч в 5 встречах за фарерскую «молодёжку». 4 июня 2022 года он дебютировал в составе национальной сборной Фарерских островов, выйдя на замену вместо Халлура Ханссона на 86-й минуте поединка Лиги Наций против сборной Турции.
| Матчи и голы Мадса Миккельсена за национальную сборную Фарерских островов | Матчи и голы Мадса Миккельсена за национальную сборную Фарерских островов | Матчи и голы Мадса Миккельсена за национальную сборную Фарерских островов | Матчи и голы Мадса Миккельсена за национальную сборную Фарерских островов | Матчи и голы Мадса Миккельсена за национальную сборную Фарерских островов | Матчи и голы Мадса Миккельсена за национальную сборную Фарерских островов |
| №                                                                         | Дата                                                                      | Оппонент                                                                  | Счёт                                                                      | Голы                                                                      | Соревнование                                                              |
| ------------------------------------------------------------------------- | ------------------------------------------------------------------------- | ------------------------------------------------------------------------- | ------------------------------------------------------------------------- | ------------------------------------------------------------------------- | ------------------------------------------------------------------------- |
| 1                                                                         | 4 июня 2022                                                               | Турция                                                                    | 0:4                                                                       |                                                                           | Лига Наций                                                                |
| 2                                                                         | 7 июня 2022                                                               | Люксембург                                                                | 0:1                                                                       |                                                                           | Лига Наций 2022/23                                                        |
| 3                                                                         | 14 июня 2022                                                              | Люксембург                                                                | 2:2                                                                       |                                                                           | Лига Наций 2022/23                                                        |
| 4                                                                         | 22 сентября 2022                                                          | Литва                                                                     | 1:1                                                                       |                                                                           | Лига Наций 2022/23                                                        |
| 5                                                                         | 25 сентября 2022                                                          | Турция                                                                    | 2:1                                                                       |                                                                           | Лига Наций 2022/23                                                        |
| 6                                                                         | 16 ноября 2022                                                            | Чехия                                                                     | 0:5                                                                       |                                                                           | Товарищеский матч                                                         |

Итого: 6 матчей и 0 голов; 1 победа, 2 ничьи, 3 поражения.

## Достижения
«ХБ»
- Чемпион Фарерских островов (1): 2020
- Обладатель Кубка Фарерских островов (1): 2020
- Обладатель Суперкубка Фарерских островов (1): 2021

 «КИ»
- Чемпион Фарерских островов (1): 2022
- Обладатель Суперкубка Фарерских островов (2): 2022, 2023